# Papa Sangre
Papa Sangre ist ein Horror-Computerspiel des britischen Medienunternehmens Somethin’ Else für das mobile Betriebssystem Apple iOS. Das vom Entwickler auch als “video game with no video” (deutsch: „Videospiel ohne Video“) bezeichnete Werk setzt beim Spielprinzip auf eine rein akustische Präsentation.

## Spielprinzip
Das Spiel setzt allein auf akustische Präsentation, weshalb der Titel auch für Blinde spielbar ist. Mit Hilfe einer dreidimensionalen Audio-Engine wird durch räumlichen Klang der Eindruck einer dreidimensionalen Spielwelt vermittelt. Zum Spielen werden daher Kopfhörer benötigt.
Die Spielfigur betritt das Land der Toten, eine mexikanisch geprägte Horrorwelt und das Reich des namensgebenden Papa Sangre. Ziel ist es, eine gefährdete Seele zu retten und aus dem Land der Toten zu entkommen. Dafür muss der Spieler Musiknoten finden, deren Klang die Richtung weist. Als weitere Orientierungs- und Anhaltspunkte über die Gestaltung der Spielwelt stehen dem Spieler ausschließlich Umgebungsgeräusche (z. B. Hupen, Monsterschreie, knarrzende Holzbohlen u. ä.) zur Verfügung. Das Spiel ist in 25 Level unterteilt, in denen jeweils mehrere Musiknoten zu finden sind, und wird über drei Befehlsfelder auf dem Touchscreen gesteuert. Mit Hilfe eines „knöchernen Lenkrads“ wird die Spielfigur in der Spielwelt ausgerichtet, die beiden Fortbewegungsfelder simulieren die Bewegung des linken und rechten Fußes. Die Geschwindigkeit, mit der der Spieler die Felder bedient, bestimmt die Bewegungsgeschwindigkeit und dadurch indirekt auch die Lautstärke der Fortbewegung im Spiel. Der Klang der Musiknote gibt einen Hinweis auf das zu erreichende Ziel, dabei muss der Spieler jedoch auch Hindernissen und feindlichen Kreaturen ausweichen. Eine Erzählerin kommentiert den Spielverlauf und gibt Hinweise auf Gefahrenquellen. Scheitert der Spieler während eines Levels, etwa weil er von einem Monster erwischt wurde, wird der Level neu geladen und kann von vorne begonnen werden.

## Entwicklung
Entwickler Somethin’ Else besaß keine Tradition als klassisches Spieleentwicklungsunternehmen. Ursprünglich entwickelte die Firma Radiosendungen für den britischen Sender BBC und andere, private Sendeanstalten. Später weitete sie ihr Geschäftsfeld auf jegliche Form von Content-Produktion für Print-, Online-, Fernseh- und Rundfunkanbieter aus. Mit der Entwicklung von Papa Sangre wollte das Unternehmen zum einen eine eigene IP erschaffen, zum anderen sollte das Projekt als Referenz für potentielle Kunden herhalten. Das Kernentwicklerteam bestand aus fünf Personen, mit externer Unterstützung von zehn weiteren Personen, die das Spiel über einen Entwicklungszeitraum von 73 Wochen fertigstellten. Finanzielle Unterstützung erhielt das Projekt aus dem Innovationsfonds 4ip des britischen Senders Channel 4.
Das Konzept wurde beeinflusst durch das klassische Theaterspiel Sangre y Patatas (deutsch: Blut und Kartoffeln). Auch hier ist das Gehör das maßgebliche Sinnesorgan. Ein Spieler muss mit verbundenen Augen als „Killer“ sämtliche seiner Mitspieler, deren Augen ebenfalls verbunden sind, fangen. Bestimmte Hindernisse innerhalb des Parcours verursachen Geräusche, an denen sich die Spieler orientieren können. Hinzu kam für das Design die mexikanische Folklore des Día de los Muertos. Um mit Hilfe des Klangs eine dreidimensionale Umgebung zu simulieren, nutzte das Entwicklerteam binaurale Tonaufnahmen. Das finale Spiel baut auf 1700 Audiodateien. Allerdings musste für die rein akustische Vermittlung auch die Erzählweise vereinfacht werden, um die fehlende Möglichkeit der bildlichen Gestaltung zu umgehen.
Das Spiel wurde am 20. Dezember 2010 veröffentlicht.

## Rezeption

### Rezensionen
Das Spiel erhielt mehrheitlich positive Rezeptionen (Metacritic: 80 von 100).
Jan Wöbbeking von 4Players verglich das Spiel atmosphärisch mit dem Konsolentitel Shadow Man, einer Umsetzung der gleichnamigen Comicreihe, und bezeichnete es als experimentell. Er lobte die technische Gestaltung mit Hilfe einer überzeugenden Klangkulisse. Er bemängelte lediglich, dass die Entwickler das Potential des Spiels nicht ausgeschöpft hätten und das Spielprinzip zu wenig abwechslungsreich sei. Dennoch erhielt der Titel eine Spielspaßwertung von 82 %.
Levi Buchanan vom US-amerikanischen Online-Spielemagazin IGN vergab 9 von 10 Punkten. Er bezeichnete das Spiel als „wahrhaftiges Horrorspiel“, weil es den Spieler seines zentralen Sinnes, des Sehens, beraube. Dies sei zu Anfang verwirrend, erweise sich mit der Zeit aber als „wundervolle Spielerfahrung“. In seinem Testbericht wies er aber auch darauf hin, dass für einen vollendeten Spielgenuss gute Kopfhörer und eine ruhige, dunkle Umgebung unerlässlich seien.
Kristan Reed vom britischen Online-Spielemagazin Eurogamer.net vergab 7 von 10. Für kurze Zeit sei das Papa Sangre ein „wundervolles Novum“. Doch in den höheren Leveln nähme das Trial-and-error-Prinzip immer stärker zu, wodurch der Spielerfolg mehr vom Glück als vom spielerischen Können abhinge.

“It’s quite incredible how effective a game can be when one, often overlooked, aspect – the audio – is brought to the center. The splashes as you walk through water, the growling and snoring monsters, bones cracking, knives slashing and the hideous laughter of Papa Sangre himself, all drag you deeper and deeper into the land of the dead.”

„Es ist einfach unglaublich, wie effektiv ein Spiel sein kann, wenn ein oft übersehener Aspekt – der Ton – ins Zentrum gerückt wird. Das Platschen, wenn man durch Wasser läuft, knurrende und schnarchende Monster, knackende Knochen, aufschlitzende Messer und das hässliche Gelächter von Papa Sangre selbst, all das zieht einen immer tiefer und tiefer in das Land der Toten.“

### Auszeichnungen und Verkaufserfolg
Das Spiel erhielt 2011 bei den International Mobile Gaming Awards die Auszeichnung für das innovativste Spiel. Bei den Develop Industry Excellence Awards des britischen Computerspielmagazins Develop im selben Jahr erhielt es den Preis für Audioerrungenschaften.
Laut Eigenaussage der Entwickler wurde das Spiel zu Beginn vor allem von Blinden gut angenommen. Die alltäglichen Erfahrungen im Umgang mit der eigenen Sehbehinderung ließen sich auf das Spielprinzip übertragen. Nichtbehinderte Spieler müssten sich dagegen erst allmählich an das Spielprinzip gewöhnen, da anders als in visuellen Spielen die Erkundung der Spielwelt gefährlicher und weniger frei sei. Gegenüber dem britischen Guardian bezeichneten die Macher das Projekt jedoch als Erfolg. Zum einen habe das Unternehmen aus dem Projekt Gewinn erwirtschaftet, zum anderen habe man erfolgreich ein Folgeprojekt an Land ziehen können. Am 21. April 2011 veröffentlichte Somethin’ Else im Rahmen einer Werbekampagne des Kaugummiherstellers Wrigley das futuristische Audio-Spiel The Nightjar, das dieselbe Technik und dasselbe Spielprinzip nutzt. Der britische Schauspieler Benedict Cumberbatch konnte als Sprecher gewonnen werden, der ursprüngliche Release war kostenlos.
Aufgrund des Erfolgs der beiden Spiele entwickelte Somethin’ Else eine eigene Middleware namens Papa Engine, um künftig leichter neue Audio-Spiele entwickeln zu können und Probleme des gewachsenen Programmcodes mit neuen Betriebssystem-Versionen leichter beheben zu können. Nach Fertigstellung wurden sowohl Papa Sangre als auch The Nightjar 2013 auf die neue Spielengine portiert und erneut veröffentlicht. Zeitgleich mit der Spiele-Engine im März 2013 kündigte das Unternehmen die Entwicklung des Nachfolgers Papa Sangre 2 an, für das mit dem Schauspieler Sean Bean erneut ein international bekannter Schauspieler als Sprecher gewonnen werden konnte.